# مورغانو
مورغانو (بالإيطالية: Morgano)‏ هي بلدية في مقاطعة تريفيزو بمنطقة فنيتة، شمال إيطاليا. تقع على بعد 30 كيلومترًا (19 ميلًا) شمال غرب مدينة البندقية، و12 كيلومترًا (7 ميلًا) غرب تريفيزو.